# Convento de Regina (Sanlúcar de Barrameda)
El Convento de Regina Coeli de Sanlúcar de Barrameda, conocido popularmente como Convento de Regina, es un monasterio femenino de clarisas, situado en el municipio español de Sanlúcar de Barrameda, en la andaluza provincia de Cádiz. Forma parte del Conjunto histórico-artístico y de la Ciudad-convento de Sanlúcar de Barrameda.

## Historia

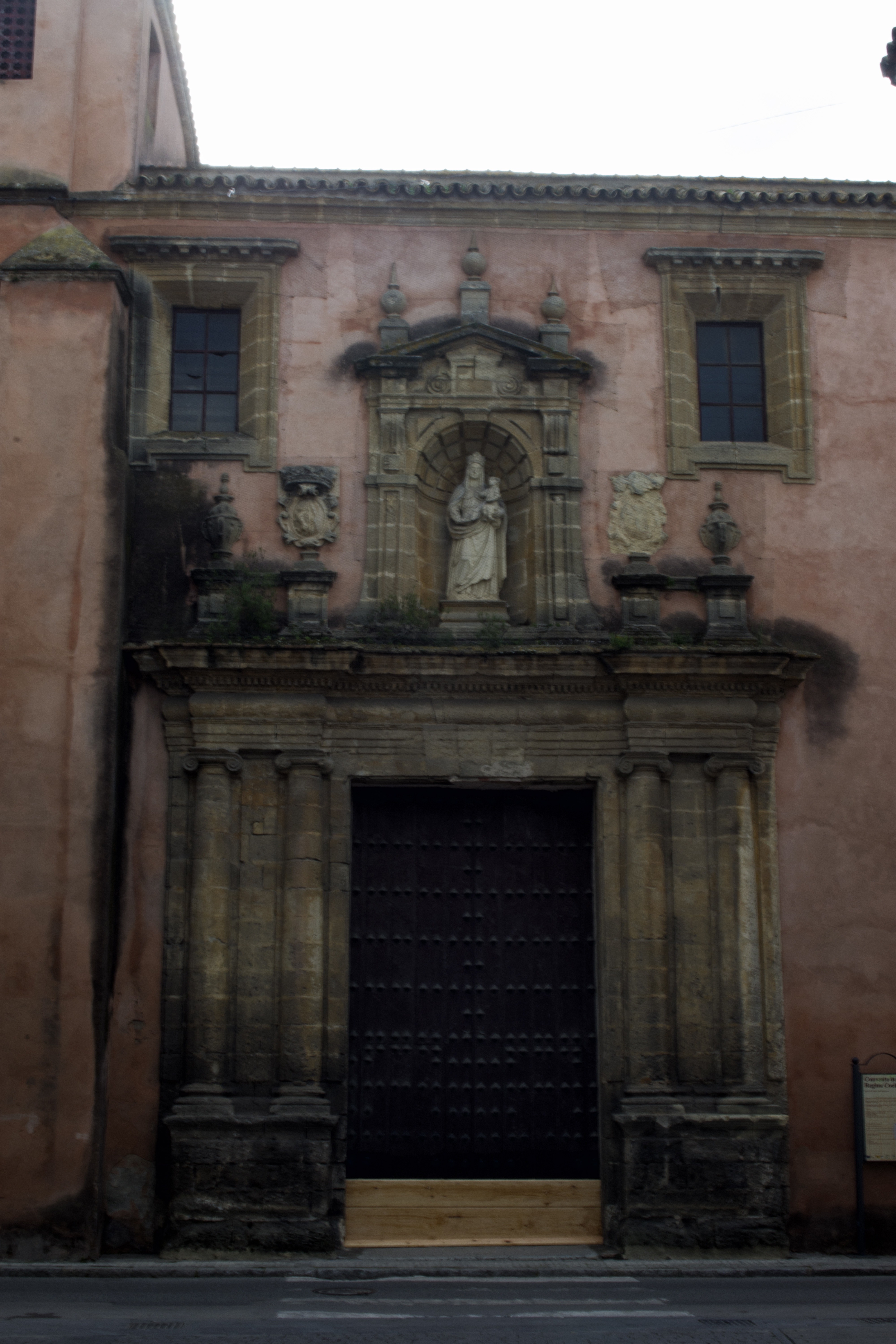
Fachada de la iglesia del Convento de Regina Coeli.

Fue fundado en 1519 y el edificio actual fue construido entre 1606 y 1609 por el arquitecto Alonso de Vandelvira, bajo el patrocinio de Ana de Silva y Mendoza, duquesa consorte de Medina Sidonia. Destacan sus dos grandes portadas manieristas,enclavadas en un lateral de la iglesia ,realizadas con piedra de cantería extraída de Jerez . Dichas portadas son rectangulares y están enmarcadas por pilastras pareadas, de orden Toscano,asentadas en gráciles pedestales y rematadas con capiteles jónicos. Encima de las puertas,nos encontramos con hornacinas con techos almohadillados (una de ellas dedicada a la Virgen María y el niño Jesús) y culminando todo el conjunto,un frontón sin base para cada una de ellas. El retablo mayor se realizó en la primera mitad del siglo XVIII.
Destaca de su imaginería interior La Virgen de los Dolores en su Soledad ,portentosa dolorosa atribuida por la catedrática de Historia ,María del Carmen Rodríguez Duarte, a Diego Roldán Serrallonga, ya que muestra notables analogías con otras 
efigies marianas de este autor,como la Virgen de la Soledad del Santo Entierro,también en Sanlúcar. Sus manos ,extendidas, y no entrecruzadas en actitud de ruego,
como aparecen en la Virgen de la Soledad, son también los caracteres comunes
del autor, de quien se puede decir que casi siempre las realizaba en serie, siendo
idénticas a  otras imágenes documentadas y atribuidas a este imaginero. También
observamos en esta talla los singulares dientes de nácar, que sólo empleaba este
imaginero en aquella época.